# Vitis menghaiensis
Vitis menghaiensis — вид ліан родини Виноградові (Vitaceae). Є ендеміком для Китаю (провінція Юньнань). Вид зростає у мішаних лісах на висоті від 1500 до 1600 м над рівнем моря.

## Опис
Vitis menghaiensis має просте листя, від 4 до 6 мм завдовжки та від 2 до 3 мм завширшки. Гілки спіральні та волосисті. Черешок розміром від 3 до 5 см, густо-залізисто-волосистий. Бруньки оберненояйцеподібні, розміром від 1,5 до 2 мм. Чашечка приблизно 0,2 мм. Цвіте у травні. У чоловічих квіток непрацюючі зав'язі.